# Paroedura karstophila
Paroedura karstophila är en ödleart som beskrevs av  Ronald Archie Nussbaum och RAXWORTHY 2000. Paroedura karstophila ingår i släktet Paroedura och familjen geckoödlor. IUCN kategoriserar arten globalt som livskraftig. Inga underarter finns listade i Catalogue of Life.